# Alexandra Manly
Alexandra Manly (Kalgoorlie, 28 februari 1996) is een Australisch baanwielrenster en wielrenster die sinds 2025 voor AG Insurance-Soudal rijdt. Van 2015 tot 2019 reed ze voor Orica-AIS en haar opvolgers.

## Carrière
In 2019 won Manly tijdens de Wereldkampioenschappen baanwielrennen de ploegenachtervolging en de puntenkoers.
In 2022 won Manly vier van de zes etappes en het eindklassement van de Ronde van Thüringen en de vierde etappe van de Ronde van Scandinavië.
Alexandra Manly dient niet verward te worden met Alexandra Manley, een voormalige prinses van Denemarken.

## Belangrijkste Resultaten

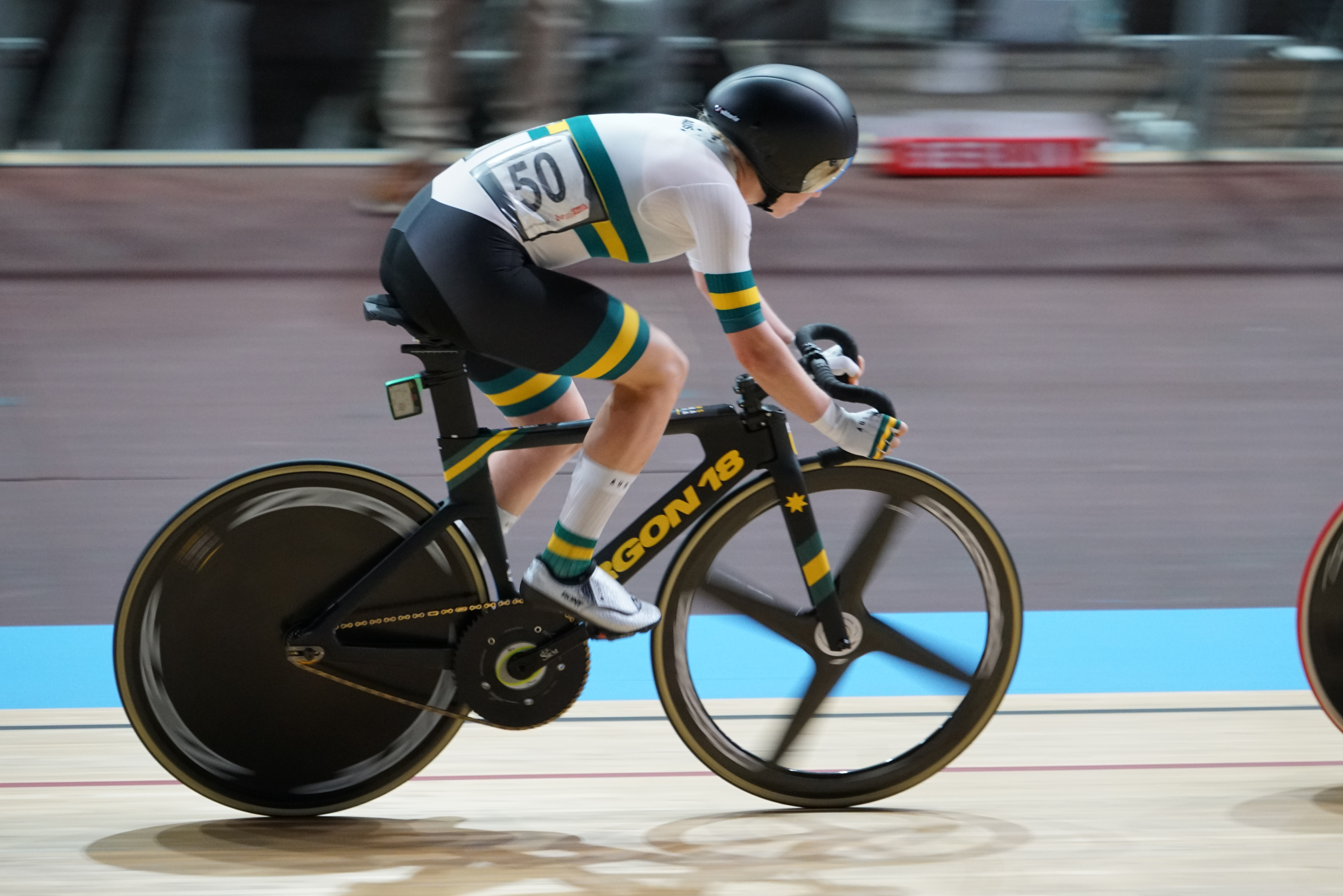
Manly tijdens het WK op de baan 2020.

### Baanwielrennen
| Jaar       | AK                                   | OK                   | WK                                   | Overig                                                                              |            |
| Als junior | Als junior                           | Als junior           | Als junior                           | Als junior                                                                          | Als junior |
| ---------- | ------------------------------------ | -------------------- | ------------------------------------ | ----------------------------------------------------------------------------------- | ---------- |
| 2014       | achtervolging · ploegenachtervolging |                      | achtervolging · ploegenachtervolging |                                                                                     |            |
| Als elite  |                                      |                      |                                      |                                                                                     |            |
| 2015       |                                      |                      |                                      | WB Cali: Ploegenachtervolging                                                       |            |
| 2016       | puntenkoers                          |                      |                                      |                                                                                     |            |
| 2017       | ploegenachtervolging · puntenkoers   | ploegenachtervolging | ploegenachtervolging · koppelkoers   | WB Cali: Ploegenachtervolging · WB Los Angeles: koppelkoers                         |            |
| 2018       | kopelkoers · omnium                  |                      |                                      | Gemenebestspelen: ploegenachtervolging                                              |            |
| 2019       | koppelkoers                          |                      | ploegenachtervolging · puntenkoers   | WB Hongkong: omnium · WB Cambridge: koppelkoers · WB Brisbane: ploegenachtervolging |            |
| 2020       |                                      |                      |                                      |                                                                                     |            |
| 2021       | koppelkoers                          |                      |                                      | Olympische Spelen: 5e ploegenachtervolging                                          |            |
| 2022       | koppelkoers                          |                      |                                      |                                                                                     |            |
| 2023       |                                      |                      | koppelkoers                          |                                                                                     |            |

### Wegwielrennen
Junioren
2013

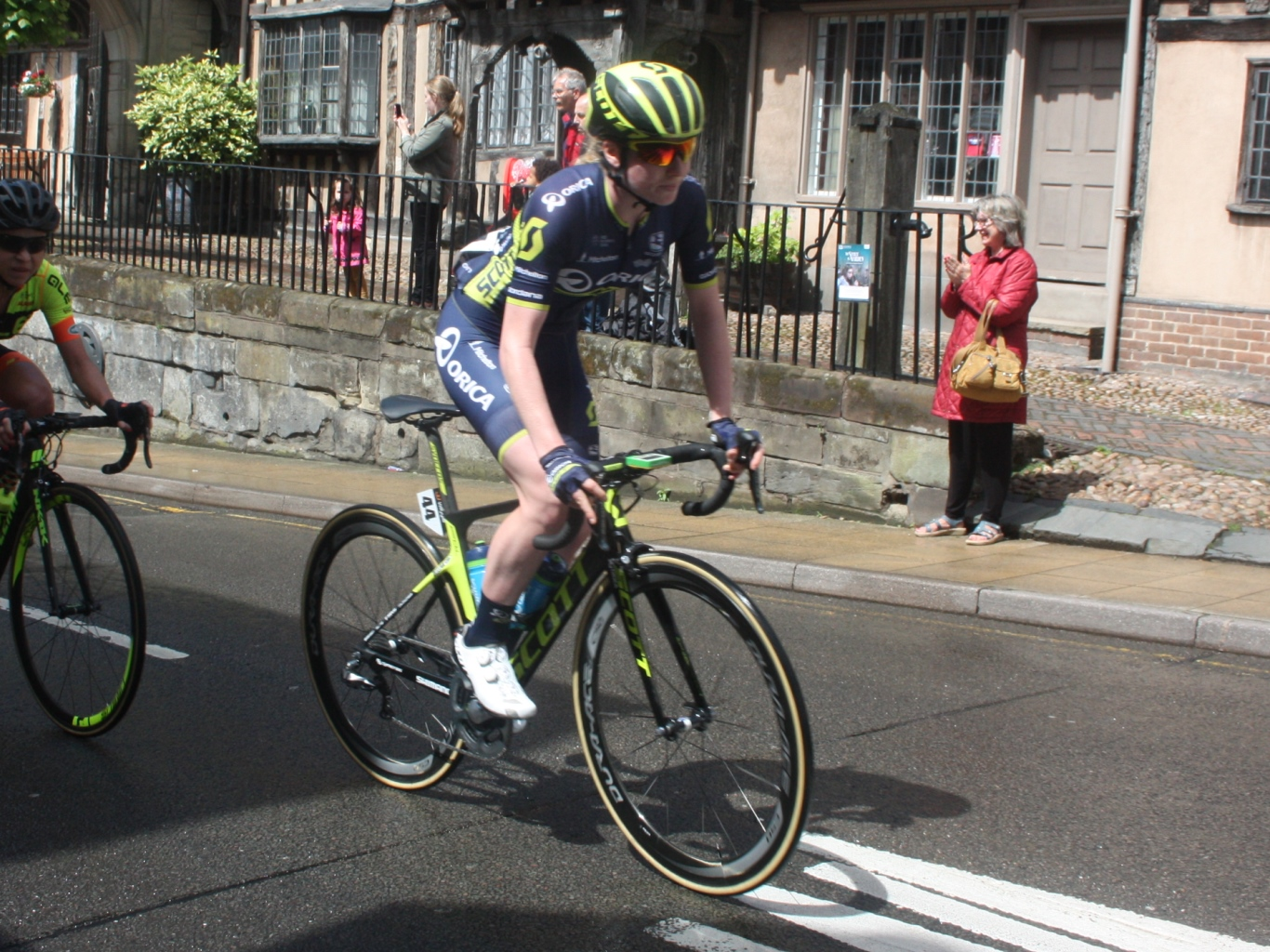
Manly tijdens The Women's Tour 2017.

 Oceanische kampioenschappen, junioren, wegwedstrijd
 Oceanische kampioenschappen, junioren, tijdrit
 Wereldkampioenschappen, junioren, tijdrit
2014
 Oceanische kampioenschappen, junioren, tijdrit
Elite
2017
 Australische kampioenschappen, onder 23, tijdrit
 Australische kampioenschappen, onder 23, wegwedstrijd
2022
Eind- en puntenklassement Ronde van Thüringen
+ 1e, 3e, 4e en 6e etappe
4e etappe Ronde van Scandinavië
2023
2e etappe Tour Down Under
2024
Bergklassement Ronde van Andalusie

### Uitslagen in voornaamste wedstrijden
| Jaar | Ronde van Italië | Ronde van Frankrijk | Ronde van Spanje |
| ---- | ---------------- | ------------------- | ---------------- |
| 2015 |                  |                     |                  |
| 2016 |                  |                     |                  |
| 2017 | 97e              |                     |                  |
| 2018 |                  |                     | opgave           |
| 2019 |                  |                     |                  |
| 2020 |                  |                     |                  |
| 2021 |                  |                     |                  |
| 2022 |                  | 41e                 | 15e              |
| 2023 |                  | 75e                 |                  |
| 2024 |                  |                     |                  |
| 2025 | 92e              |                     |                  |

| Jaar | Milaan-San Remo | Gent-Wevelgem | Ronde van Vlaanderen | Amstel Gold Race | Luik-Bast.‑Luik | Brabantse Pijl | RideLondon Classique |  | WK op de weg |
| ---- | --------------- | ------------- | -------------------- | ---------------- | --------------- | -------------- | -------------------- |  | ------------ |
| 2015 |                 |               |                      |                  |                 |                |                      |  |              |
| 2016 |                 |               |                      |                  |                 |                | 35e                  |  |              |
| 2017 |                 |               |                      |                  |                 |                | 32e                  |  |              |
| 2018 |                 |               |                      |                  |                 |                | 87e                  |  |              |
| 2019 |                 |               |                      |                  |                 |                |                      |  |              |
| 2020 |                 |               |                      |                  |                 |                |                      |  |              |
| 2021 |                 |               |                      |                  |                 |                |                      |  |              |
| 2022 |                 | 77e           | 18e                  | 12e              | 33e             | 10e            |                      |  | 15e          |
| 2023 |                 | 44e           | opgave               | 30e              | opgave          | 62e            |                      |  | 57e          |
| 2024 |                 |               | 83e                  | 89e              | 65e             | ↑              |                      |  |              |
| 2025 | 77e             | 40e           | 77e                  | 107e             |                 |                |                      |  |              |

### Resultaten in overige rondes
| Jaar | Tour Down Under | Wielerweek van Valencia | Ronde van Burgos | Emakumeen Bira | The Women's Tour | Ronde van Thüringen | Ronde van Zwitserland | Ronde van Scandinavië | Simac Ladies Tour |
| ---- | --------------- | ----------------------- | ---------------- | -------------- | ---------------- | ------------------- | --------------------- | --------------------- | ----------------- |
| 2015 |                 |                         |                  |                | 82e              |                     |                       |                       |                   |
| 2016 |                 |                         |                  |                | 37e              |                     |                       |                       |                   |
| 2017 | 72e             |                         |                  |                | 26e              |                     |                       | 60e                   |                   |
| 2018 | 35e             |                         |                  | 30e            | 36e              |                     |                       | 52e                   |                   |
| 2019 |                 |                         |                  | 63e            | 32e              |                     |                       | 62e                   |                   |
| 2020 |                 |                         |                  |                |                  |                     |                       |                       |                   |
| 2021 |                 |                         |                  |                |                  |                     |                       |                       |                   |
| 2022 |                 | 20e                     |                  |                | 4e               | ↑ (4)               |                       | ↑ (1)                 |                   |
| 2023 | 11e (1)         |                         | 41e              |                |                  |                     | 43e                   |                       | 41e               |
| 2024 | 39e             |                         |                  |                |                  |                     |                       |                       |                   |

## Ploegen
- 2015 –  Orica-AIS
- 2016 –  Orica-AIS
- 2017 –  Orica-Scott
- 2018 –  Mitchelton-Scott
- 2019 –  Mitchelton-Scott
- 2022 –  Team BikeExchange Jayco
- 2023 –  Team Jayco AlUla
- 2024 –  Liv AlUla Jayco
- 2025 –  AG Insurance-Soudal

Elvin · Garfoot · Gunnewijk · Hoskins · Johansson · Manly · McConville · Neylan · Roy · Scandolara · Spratt · Stewart · Williams
Allen · Crooks · Elvin · Garfoot · Manly · McConville · Neylan · Rowney · Roy · Spratt · Stewart · Van Vleuten · Wiles · Williams
Allen · Baker · Crooks · Elvin · Garfoot · Manly · Neylan · Rowney · Roy · Spratt · Van Vleuten · Williams
Allen · Crooks · D'Hoore · Elvin · Kennedy · Manly · Roy · Spratt · Van Vleuten · Williams
Allen · Brown · Elvin · Kennedy · Manly · Roy · Spratt · Tenniglo · Van Vleuten · Williams
Allen · Baker · Campbell · Faulkner · Fidanza · Kessler · Manly · Roseman-Gannon · Santesteban · Spratt · Tan · Williams · Žigart
Allen · Baker · Campbell · Faulkner · Gåskjenn · Howe · Kessler · Manly · Pate · Paternoster · Polites · Roseman-Gannon · Santesteban · Tan · Žigart
Andersson · Baker · Campbell · García · Gåskjenn · Howe · Korevaar · Manly · Pate · Paternoster · Roseman-Gannon · Smulders · Ton · Trevisi · Wyllie · Žigart
Bastiaenssen · Benito · Bentveld · Borgström · Bossuyt (vanaf 14/6) · Castrique · De Schepper · Ghekiere · Gigante · Goossens · Le Court · Louw · Manly · Masetti · Moolman-Pasio · Pluimers · Steigenga · Van de Velde · Verhulst-Wild · Žigart
- Australian Women's Register: AWE6304b